# Steven Khoury
Steven Naʿím Khoury (en árabe: ستيفن نعيم خوري‎, romanizado: Stīfan Naʿím Jūrī) es un pastor evangélico palestino de origen árabe israelí, conocido por su labor en el ministerio religioso en Jerusalén y Belén. Desde su llegada a Jerusalén Este en 2007, ha enfrentado significativos desafíos debido a la persecución religiosa, convirtiéndose en una figura influyente en el contexto interreligioso de la región. Su compromiso con la fe cristiana y su dedicación a la comunidad han hecho de Khoury un defensor vocal de los derechos de los cristianos en Palestina, enfrentándose a situaciones de violencia y hostilidad.
Su labor se centra en la evangelización y el trabajo social con comunidades árabes. Ha enfrentado diversos desafíos debido a la falta de reconocimiento oficial de su iglesia por parte del Gobierno israelí y la oposición de algunos sectores locales a sus iniciativas evangelísticas.

## Biografía

### Primeros años y educación
Khoury nació en Jerusalén en el seno de una familia cristiana árabe, que ha estado involucrada en el ministerio religioso durante varias generaciones. Su familia, con antecedentes ministeriales, ha influido profundamente en su vida y vocación. Su tío, George Khoury, fue una figura clave en su desarrollo espiritual, ya que fue asesinado mientras ayudaba a un vecino, lo que marcó la decisión de Khoury de dedicarse a la fe cristiana y a la defensa de los derechos de su comunidad.
Khoury se formó académicamente en el Baptist Bible College en Springfield (Misuri), donde obtuvo un grado en ministerio pastoral y teología, siguiendo los pasos de su padre. Este fondo educativo ha sido fundamental en su labor pastoral y en la creación de una comunidad activa y vibrante.

### Carrera ministerial
Desde 2007, Khoury ha liderado la primera iglesia bautista de Belén y ha estado al frente de Holy Land Missions, una organización que fue fundada por sus padres y que abarca múltiples iglesias y actividades en la región. Este ministerio ha permitido que su trabajo alcance a más de 1200 personas en sus servicios, contribuyendo a un enfoque de reconciliación y diálogo interreligioso. Sin embargo, su iglesia no ha recibido reconocimiento oficial del Gobierno israelí, lo que le impide acceder a beneficios fiscales que sí tienen otras instituciones religiosas.
A pesar de su labor, Khoury ha enfrentado numerosos desafíos, incluyendo violencia y vandalismo dirigidos hacia su congregación. En julio de 2014, su iglesia fue desalojada de su edificio en Shofat debido a ataques sistemáticos y amenazas a su arrendador por parte de grupos radicales musulmanes. Este desalojo forzó a su comunidad a buscar nuevos espacios de reunión, inicialmente en casas, aunque estas reuniones se complicaron por la vigilancia en la zona. En 2014, la congregación logró alquilar un espacio temporal mientras buscaba un edificio permanente.

### Desafíos y resiliencia
Khoury ha denunciado la falta de reconocimiento de la Autoridad Palestina hacia la primera iglesia bautista, lo que afecta su capacidad para operar legalmente y emitir certificados importantes como los de nacimiento y matrimonio. Su papel como asistente del pastor ha sido crucial para llamar la atención sobre la creciente animosidad hacia los cristianos en la región, y su labor ha sido reconocida por observadores y activistas de derechos humanos que destacan su valentía y perseverancia frente a la persecución.
Uno de los eventos más destacados en su carrera ocurrió en 2012, cuando organizó la colocación de un cartel navideño de 110 m² con un mensaje cristiano en Belén. Esta acción generó una fuerte oposición local, lo que resultó en presiones a la municipalidad para retirar el cartel, actos de vandalismo contra la iluminación del mismo y acoso a la imprenta encargada de su producción. Ante la negativa de los negocios locales de vender electricidad para iluminar el cartel, Khoury utilizó un generador portátil y reflectores para mantener su visión en pie.
A lo largo de su ministerio, ha enfrentado ataques directos, incluyendo amenazas de muerte y ataques con cócteles molotov, lo que llevó a su iglesia a un cierre temporal en julio de 2020. A pesar de estos retos, Khoury ha mantenido su enfoque en la reconciliación y el entendimiento entre las comunidades árabe y judía, promoviendo un mensaje de paz y tolerancia en una región marcada por el conflicto.

## Reconocimientos
Aunque no se han documentado premios específicos en fuentes accesibles, la labor de Khoury ha sido objeto de elogios por su compromiso con los derechos de la comunidad cristiana en Palestina. Su valentía ha sido resaltada por diversos observadores y activistas de derechos humanos, lo que subraya la importancia de su trabajo en un contexto de creciente hostilidad.

## Obras
Khoury ha sido un defensor vocal de los derechos de los cristianos en Palestina, participando activamente en conferencias y eventos que abordan la situación de las minorías religiosas en la región. En 2012 se destacó por su participación en la conferencia Cristo en el Punto de Control, donde abordó la contradicción entre el anuncio de la Autoridad Palestina sobre la falta de legitimidad de la iglesia y las afirmaciones del primer ministro Salam Fayyad sobre el respeto a los derechos de las minorías cristianas.
Además, Khoury ha colaborado con otras organizaciones para ayudar a cristianos perseguidos. Un ejemplo es su intervención en el caso de una viuda que logró escapar de Gaza gracias a su apoyo.